# Georges Poujouly
Georges Poujouly (Garches, 20 gennaio 1940 – Villejuif, 28 ottobre 2000) è stato un attore e doppiatore francese. Raggiunta la celebrità come attore bambino per la sua interpretazione nel film Giochi proibiti (1952), ebbe quindi un'intensa carriera cinematografica e televisiva.

## Biografia
Nato a Garches (Francia) nel 1940, Georges Poujouly iniziò la sua carriera come attore bambino all'età di 11 anni (insieme a Brigitte Fossey che ne aveva 6) nel film di René Clément Giochi proibiti.. Il film si rivelò un grande successo internazionale vincendo il Leone d'oro al miglior film alla 13ª Mostra del cinema di Venezia, il BAFTA al miglior film e l'Oscar al miglior film straniero. L'interpretazione di Poujouly fu internazionalmente lodata per realismo e forza drammatica.
Entrambi i bambini protagonisti del film di René Clément, avranno da adulti una carriera di attori al cinema e alla televisione. Al contrario della Fossey, tuttavia, Poujouly non riuscirà mai ad eguagliare nuovamente il suo successo iniziale. Piuttosto prolifico al cinema nel decennio degli '50 (anche in Italia), decise in seguito di dedicarsi soprattutto alla televisione e al doppiaggio: in quest'ultimo campo diede la prima voce francese al personaggio di Tintin.
Morì a Villejuif, in Francia, nel 2000 all'età di 60 anni.

## Filmografia

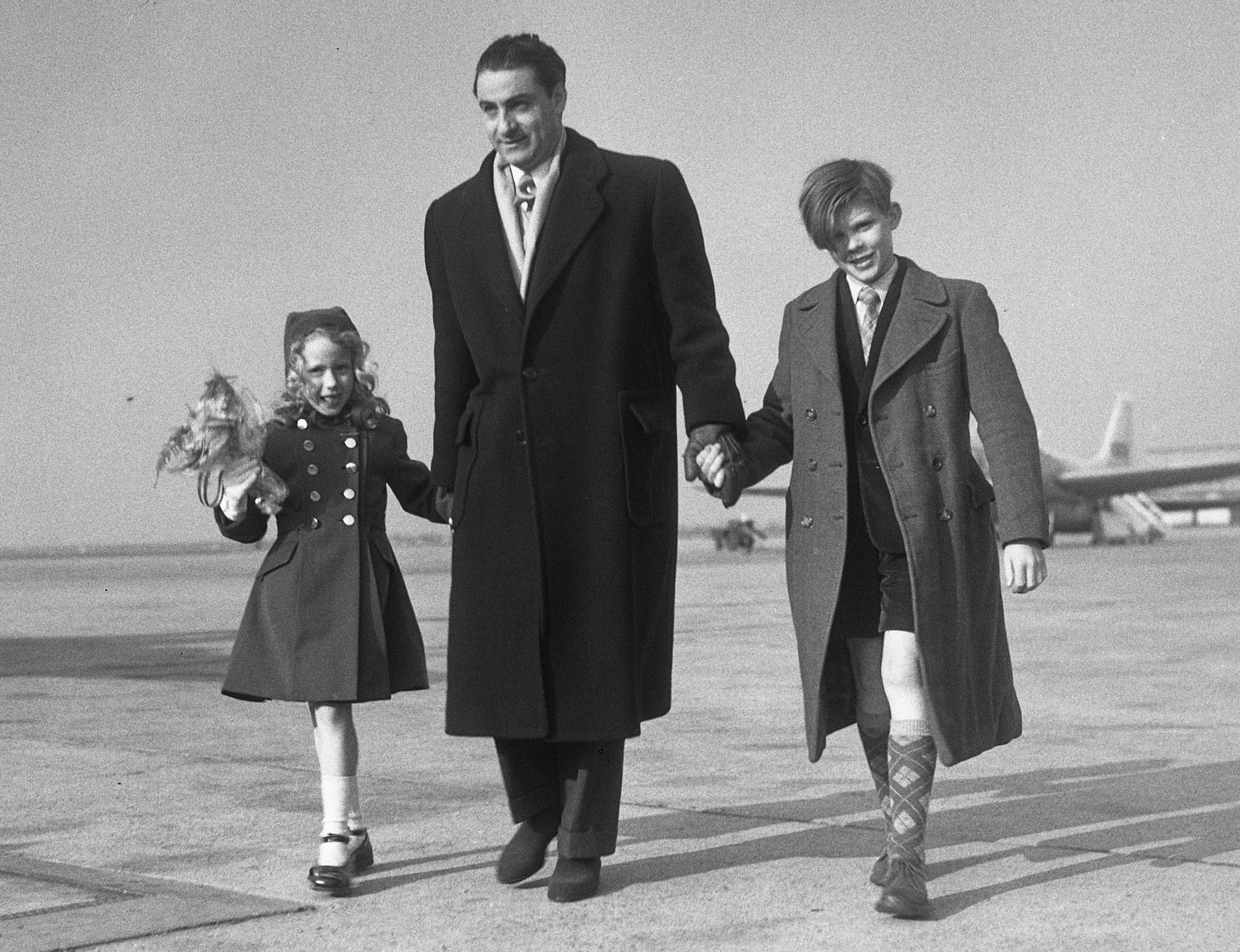
I due attori bambini con il regista René Clément nel 1953

### Cinema
- Giochi proibiti (Jeux interdits), regia di René Clément (1952)
- Siamo tutti assassini (Nous sommes tous des assassins), regia di André Cayatte (1952)
- Amanti nemici (La jeune folle), regia di Yves Allégret (1952)
- Son dernier Noël, regia di Raphaël Fabrèze (1952)
- Quitte ou double, regia di Robert Vernay (1952)
- Le gang des pianos à bretelles, regia di Gilles de Turenne e Jacques Daniel-Norman (1953)
- Il tesoro del Bengala, regia di Gianni Vernuccio (1953)
- I diabolici (Les Diaboliques), regia di Henri-Georges Clouzot (1955)
- Dix-huit heures d'escale, regia di René Jolivet (1955)
- Cortile, regia di Antonio Petrucci (1955)
- Il piccolo vetraio, regia di Giorgio Capitani (1955)
- S.O.S. Lutezia (Si tous les gars du monde...), regia di Christian-Jaque (1956)
- Assassini della domenica (Les Assassins du dimanche), regia di Alex Joffé (1956)
- Piace a troppi (Et Dieu... créa la femme), regia di Roger Vadim (1956)
- Les œufs de l'autruche, regia di Denys de La Patellière (1957)
- Philippe, regia di Édouard Molinaro (1958)
- Ascensore per il patibolo (Ascenseur pour l'échafaud), regia di Louis Malle (1958)
- La casa sul fiume (Guinguette), regia di Jean Delannoy (1959)
- Pêcheur d'Islande, regia di Pierre Schoendoerffer (1959)
- Una ragazza per l'estate (Une fille pour l'été), regia di Édouard Molinaro (1960)
- L'uomo che inseguiva la morte (Vacances en enfer), regia di Jean Kerchbron (1961)
- Le sirene urlano i mitra sparano (Une grosse tête), regia di Claude de Givray (1962)
- Il vizio e la virtù (Le Vice et la virtu), regia di Roger Vadim (1963)
- Parigi brucia? (Paris brûle-t-il?), regia di René Clément (1966)
- Pace nei campi (Paix sur les champs), regia di Jacques Boigelot (1970)
- Biribi, regia di Daniel Moosmann (1970)
- Un corpo da possedere (Hellé), regia di Roger Vadim (1972)
- Le guépiot, regia di Joska Pilissy (1981)

### Televisione
- Mon cœur est dans les Highlands, regia di Maurice Cazeneuve (1953)
- Les Indes noires, regia di Marcel Bluwal (1964)
- Frédéric le gardian, regia di Maurice Poli (1965)
- Par quatre chemins, regia di Olivier Despax (1967)
- Le jeu des vacances, regia di Gilbert Pineau (1967)

#### Serie TV
- Leclerc enquéte (L'inspecteur Leclerc enquête), stagione 2, episodio 1, La vie sauve (1963)
- Les beaux yeux d'Agatha, episodi:
"La fin du voyage" (1964) "L'héritage de Badestamier" (1964) "La liberté inutile" (1964) "La vie d'artiste" (1964)
- Le train bleu s'arrête 13 fois, stagione 1, episodio 9, "Le train bleu s'arrête 13 fois"
- Les fables de La Fontaine, episodio "Le Lion amoureux"
- Les dossiers de l'agence O, episodio "L'arrestation du musicien" (1968)
- Inchiesta a quattro mani (Un juge, un flic), episodio Le mégalomane (1977)
- Recherche dans l'intérêt des familles, "L'énigme du quai de Grenelle" (1977)

## Doppiatori italiani
- Rodolfo Cappellini in Giochi proibiti
- Massimo Turci in Ascensore per il patibolo